# Europese kampioenschappen indooratletiek 1988
De Europese kampioenschappen indooratletiek 1988 werden van 5 tot en met 6 maart 1988 gehouden in de Budapest Sportcsárnok in de Hongaarse hoofdstad Boedapest. Het was de tweede maal dat de kampioenschappen in Hongarije gehouden werden, na de editie op dezelfde locatie in 1983.

## Medailles

### Mannen
| Onderdeel            | Goud                                 | Goud     | Zilver                            | Zilver   | Brons                                | Brons    |
| -------------------- | ------------------------------------ | -------- | --------------------------------- | -------- | ------------------------------------ | -------- |
| 60 m                 | Linford Christie Verenigd Koninkrijk | 6,57     | Ronald Desruelles België          | 6,60     | Valentin Atanasov Bulgarije          | 6,60     |
| 200 m                | Nikolaj Razgonov Sovjet-Unie         | 20,62    | Nikolay Antonov Bulgarije         | 20,65    | Linford Christie Verenigd Koninkrijk | 20,83    |
| 400 m                | Jens Carlowitz Oost-Duitsland        | 45,63    | Brian Whittle Verenigd Koninkrijk | 45,98    | Ralf Lübke West-Duitsland            | 46,25    |
| 800 m                | Dave Sharpe Verenigd Koninkrijk      | 1.49,17  | Rob Druppers Nederland            | 1.49,45  | Gert Kilbert Zwitserland             | 1.49,46  |
| 1500 m               | Ari Suhonen Finland                  | 3.45,72  | Ronny Olsson Zweden               | 3.46,16  | Rüdiger Horn Oost-Duitsland          | 3.46,51  |
| 3000 m               | José Luis González Spanje            | 7.55,29  | Markus Hacksteiner Zwitserland    | 7.56,04  | Michail Dasko Sovjet-Unie            | 7.56,51  |
| 60 m horden          | Aleš Höffer Tsjecho-Slowakije        | 7,56     | Jon Ridgeon Verenigd Koninkrijk   | 7,57     | Carlos Sala Spanje                   | 7,67     |
| 5000 m snelwandelen  | Jozef Pribilinec Tsjecho-Slowakije   | 18.44,40 | Roman Mrázek Tsjecho-Slowakije    | 18.44,93 | Sándor Urbanik Hongarije             | 18.45,91 |
| Verspringen          | Frans Maas Nederland                 | 8,06     | László Szalma Hongarije           | 8,03     | Giovanni Evangelisti Italië          | 8,00     |
| Hink-stap-springen   | Oleg Sakirkin Sovjet-Unie            | 17,30    | Béla Bakosi Hongarije             | 17,25    | Vasif Asadov Sovjet-Unie             | 17,23    |
| Hoogspringen         | Patrik Sjöberg Zweden                | 2,39     | Dietmar Mögenburg West-Duitsland  | 2,37     | Sorin Matei Roemenië                 | 2,35     |
| Polsstokhoogspringen | Rodion Gataullin Sovjet-Unie         | 5,75     | Nikolay Nikolov Bulgarije         | 5,70     | Atanas Tarev Bulgarije               | 5,70     |
| Kogelstoten          | Remigius Machura Tsjecho-Slowakije   | 21,42    | Karsten Stolz West-Duitsland      | 20,22    | Georgi Yanev Bulgarije               | 19,98    |

### Vrouwen
| Onderdeel           | Goud                              | Goud     | Zilver                                                  | Zilver   | Brons                                   | Brons    |
| ------------------- | --------------------------------- | -------- | ------------------------------------------------------- | -------- | --------------------------------------- | -------- |
| 60 m                | Nelli Cooman Nederland            | 7,04     | Silke Möller Oost-Duitsland                             | 7,05     | Marlies Göhr Oost-Duitsland             | 7,07     |
| 200 m               | Ewa Kasprzyk Polen                | 22,69    | Tatjana Papilina Sovjet-Unie                            | 22,79    | Silke-Beate Knoll West-Duitsland        | 23,12    |
| 400 m               | Petra Schersing Oost-Duitsland    | 50,28    | Helga Arendt West-Duitsland                             | 51,06    | Dagmar Neubauer Oost-Duitsland          | 51,57    |
| 800 m               | Sabine Zwiener West-Duitsland     | 2.01,19  | Olga Neljoebova Sovjet-Unie                             | 2.01,61  | Gabriela Katharina Lesch West-Duitsland | 2.01,85  |
| 1500 m              | Doina Melinte Roemenië            | 4.05,77  | Mitica Constantin Roemenië                              | 4.06,16  | Brigitte Kraus West-Duitsland           | 4.07,06  |
| 3000 m              | Elly van Hulst Nederland          | 8.44,50  | Vera Michallek West-Duitsland                           | 8.46,97  | Wendy Sly Verenigd Koninkrijk           | 8.51,04  |
| 60 m horden         | Cornelia Oschkenat Oost-Duitsland | 7,77     | Marjan Olyslager Nederland                              | 7,92     | Mihaela Pogăcean Roemenië               | 7,92     |
| 3000 m snelwandelen | María Reyes Sobrino Spanje        | 12.48,99 | Dana Vavřačová Tsjecho-Slowakije                        | 12.51,08 | Mari Cruz Díaz Spanje                   | 12.55,03 |
| Verspringen         | Heike Drechsler Oost-Duitsland    | 7,30     | Galina Tsjistjakova Sovjet-Unie                         | 7,24     | Jolanta Bartczak-Małolepszy Polen       | 6,62     |
| Hoogspringen        | Stefka Kostadinova Bulgarije      | 2,04     | Heike Henkel West-DuitslandLarisa Kositsyna Sovjet-Unie | 1,97     |                                         |          |
| Kogelstoten         | Claudia Losch West-Duitsland      | 20,39    | Larisa Pelesjenko Sovjet-Unie                           | 20,23    | Kathrin Neimke Oost-Duitsland           | 20,20    |

### Medailleklassement
| Plaats | Land                | Goud | Zilver | Brons | Totaal |
| 1      | Oost-Duitsland      | 4    | 1      | 4     | 9      |
| 2      | Sovjet-Unie         | 3    | 5      | 2     | 10     |
| 3      | Nederland           | 3    | 2      | 0     | 5      |
| 3      | Tsjecho-Slowakije   | 3    | 2      | 0     | 5      |
| 5      | West-Duitsland      | 2    | 5      | 4     | 11     |
| 6      | Verenigd Koninkrijk | 2    | 2      | 2     | 6      |
| 7      | Spanje              | 2    | 0      | 2     | 4      |
| 8      | Bulgarije           | 1    | 2      | 3     | 6      |
| 9      | Roemenië            | 1    | 1      | 2     | 4      |
| 10     | Zweden              | 1    | 1      | 0     | 2      |
| 11     | Polen               | 1    | 0      | 1     | 2      |
| 12     | Finland             | 1    | 0      | 0     | 1      |
| 13     | Hongarije           | 0    | 2      | 1     | 3      |
| 14     | Zwitserland         | 0    | 1      | 1     | 2      |
| 15     | België              | 0    | 1      | 0     | 1      |
| 16     | Italië              | 0    | 0      | 1     | 1      |
| Totaal | Totaal              | 24   | 25     | 23    | 72     |

1970 ·
1971 ·
1972 ·
1973 ·
1974 ·
1975 ·
1976 ·
1977 ·
1978 ·
1979 ·
1980 ·
1981 ·
1982 ·
1983 ·
1984 ·
1985 · 
1986 · 
1987 · 
1988 · 
1989 · 
1990 · 
1992 · 
1994 · 
1996 · 
1998 · 
2000 · 
2002 · 
2005 · 
2007 · 
2009 ·
2011 ·
2013 ·
2015 ·
2017 ·
2019 ·
2021 ·
2023 ·
2025
Belgische medaillewinnaars · Nederlandse medaillewinnaars